# Joaquín Aldea y Trull
Joaquín Aldea y Trull (n. Zaragoza, m. San Juan de la Peña (Huesca) en diciembre de 1777) fue un religioso de España.
Doctor en teología.
Monje benedictino del monasterio de San Juan de la Peña, fue prior mayor de claustro y prior de Ruesta.
Fue académico honorario de la Historia y examinador sinodal de los obispados de Jaca y Barbastro.

## Obras
- Rasgo breve sobre la fundación por San Voto y San Félix del monasterio de San Juan de la Peña. 1748
- Oración panegírica en honor de Santo Tomás de Aquino. 1745
- Plática con ocasión de la profesión de una hija del conde de la Rosa. 1749
- Carta literaria dirigida al cronista franciscano Marco Antonio Varón sobre la historia del monasterio de Sijena. 1773